# Rogério Sampaio
Rogério Sampaio Cardoso (Santos, 12 de setembro de 1967) é um judoca e campeão olímpico brasileiro.
Tornou-se conhecido internacionalmente ao ganhar a medalha de ouro no judô nos Jogos Olímpicos de Barcelona, em 1992, a segunda ganha pelo Brasil neste esporte. Sua medalha foi a única de ouro individual do Brasil naquela competição – o outro ouro foi obtido pelo voleibol de quadra masculino. Também foi sua única participação olímpica.
Para chegar à medalha de ouro, Rogério, que lutou com um quimono emprestado e chegou à Barcelona sem nenhum favoritismo, praticamente desconhecido até da imprensa brasileira, venceu o português  Augusto Almeida, o sul-coreano Sang-Moon Kim, o argentino Francisco Morales Vivas, campeão dos Jogos Pan-americanos de 1991, em Havana, o alemão campeão mundial Udo Quellmalz na semifinal – todas elas por ippon ou imobilização – e, na final, o húngaro Jozsef Csak, que derrotou com um wazari.
Depois de Barcelona 1992, ele subiu de categoria (passou para leve -72 kg) e ganhou uma medalha de bronze no Campeonato Mundial de Judô de 1993. Lesões posteriores atrapalharam sua carreira, fazendo-o perder os Jogos Pan-Americanos de 1995 e os Jogos Olímpicos de 1996 em Atlanta, onde ele foi unicamente para treinar Danielle Zangrando e como comentarista de TV. Aposentou-se do esporte competitivo em 1998.
Seu irmão, Ricardo Sampaio, morreu pouco antes de Rogério se tornar campeão olímpico. Os dois irmãos eram professores de judô no SESC-Santos. Hoje é blogueiro do R7, comentarista de judô da Rede Record e continua a dar aulas em sua academia, em Santos.